# Musée Gaspar
Vous pouvez aider à l'améliorer ou bien discuter des problèmes sur sa page de discussion.
- Il ne cite pas suffisamment ses sources. Vous pouvez indiquer les passages à sourcer avec {{référence nécessaire}} ou {{Référence souhaitée}}, et inclure les références utiles en les liant aux notes de bas de page. (Marqué depuis mars 2024)
- Certaines informations devraient être mieux reliées aux sources mentionnées dans la bibliographie ou les liens externes. Améliorez sa vérifiabilité en les associant par des références. (Marqué depuis mars 2024)

- Archive Wikiwix
- Bing
- Cairn
- DuckDuckGo
- E. Universalis
- Gallica
- Google
- G. Books
- G. News
- G. Scholar
- Persée
- Qwant
- (zh) Baidu
- (ru) Yandex
- (wd) trouver des œuvres sur Wikidata

Le musée Gaspar est une ancienne maison bourgeoise sise au cœur de la ville d’Arlon, en Belgique où sont rassemblés des objets rappelant l’art et à l’histoire de la ville d’Arlon et de sa région.
Le musée tient son nom d'une famille de notables arlonais, installée depuis la fin du XIXe siècle dans cette demeure construite en 1842 : la famille Gaspar. De cette époque fastueuse, seuls deux salons d'apparat et l'escalier d'honneur sont conservés. Ils abritent aujourd'hui une partie de la collection permanente.

## Histoire
En 1838, le banquier arlonais Charles-Gabriel Printz et la Société d’Industrie Luxembourgeoise acquièrent un grand terrain rue de Virton, l’actuelle rue des Martyrs ; ils y construisent une bâtisse qui abritera la Banque provinciale Printz & Cie. En 1842, la construction démarre et Charles-Gabriel Printz prend possession des lieux à la fin de l’année.
Le 1er octobre 1843, le banquier décède brutalement, à l’aube de ses 41 ans. Claire-Eulalie, sa veuve, assure la gestion de la banque jusqu’en 1848, année de sa mise en liquidation.
En 1857, les neveux de Charles-Gabriel Printz, François et Ferdinand Schwarz, investissent les lieux et constituent une nouvelle société pour l’exploitation de la banque Schwarz-Printz & Cie. En 1863, les frères Schwarz décident de scinder la demeure en deux parties indépendantes.
1869 marque l’âge d’or de la maison : le corps de logis est agrandi par la construction d’un magnifique appartement dans une partie des dépendances.
En 1893, les frères Schwarz cessent leurs activités. Les deux parties de la maison sont réunies. Le 8 août, le notaire Alphonse Gaspar et son épouse Jeanne Irma Reuter achètent l’immense bâtisse.
En 1898, à la mort de leur père, Jean et Charles Gaspar deviennent propriétaires de la moitié de l’immeuble et en cèdent l’usufruit à leur mère.
En 1931, Jean Gaspar décède à Uccle. suivi, en 1933, de Jeanne-Irma. L’héritage se répartira entre son fils Charles et les trois enfants de Jean.
En 1935, ses neveux lui ayant revendu leur part, Charles Gaspar devient seul propriétaire de la maison de maître. Dans son testament (1935), il déclare vouloir léguer sa propriété ainsi que les œuvres de son frère à la ville d’Arlon, moyennant quelques conditions. Il décède en 1950. 
En 1952, le legs est officiellement réalisé. Dès 1953, le bourgmestre Jules Massonet et le collège échevinal permettent au conservateur de l’Institut Archéologique du Luxembourg, Alfred Bertrang, d’occuper trois salles au premier étage de la maison Gaspar. Ce dernier y installe son secrétariat, une bibliothèque ainsi qu’une salle de lecture.
En 1958, les annexes de la bâtisse sont démolies.
Entre 1973 et 1997, la bibliothèque de l’Institut Archéologique s’accroît considérablement tandis que l’état du bâtiment se dégrade inexorablement. En 1997, l’immeuble est quasiment en ruines ; les autorités communales réagissent et décident de tout mettre en œuvre pour le sauver. En collaboration avec l’Institut Archéologique du Luxembourg, une rénovation intégrale des lieux est prévue. L’architecte Pascal Sommelier supervise les opérations.
En 2002, le ministre Rudy Demotte et le département de la culture de la communauté française accordent une subvention de 400 000 euros pour la restauration du site, qui a lieu tout au long de l’année 2003. Le coût total de cette rénovation s’élève à plus d’un million d’euros.

## Le musée
Située en bordure d'un parc arboré, cette demeure bourgeoise du XIXe siècle fut léguée à la ville d'Arlon par Charles Gaspar (1871‑1950), photographe pictorialiste, collectionneur, mécène et bienfaiteur de la ville. Si son testament stipule que l'entièreté de la maison ainsi que toutes les collections reviennent à la ville, il comporte une condition : faire de sa maison un musée. Le musée conserve également un retable du XVIe siècle, chef-d'œuvre commandé pour l'église ardennaise de Fisenne et des collections relatives à l'abbaye d'Orval.

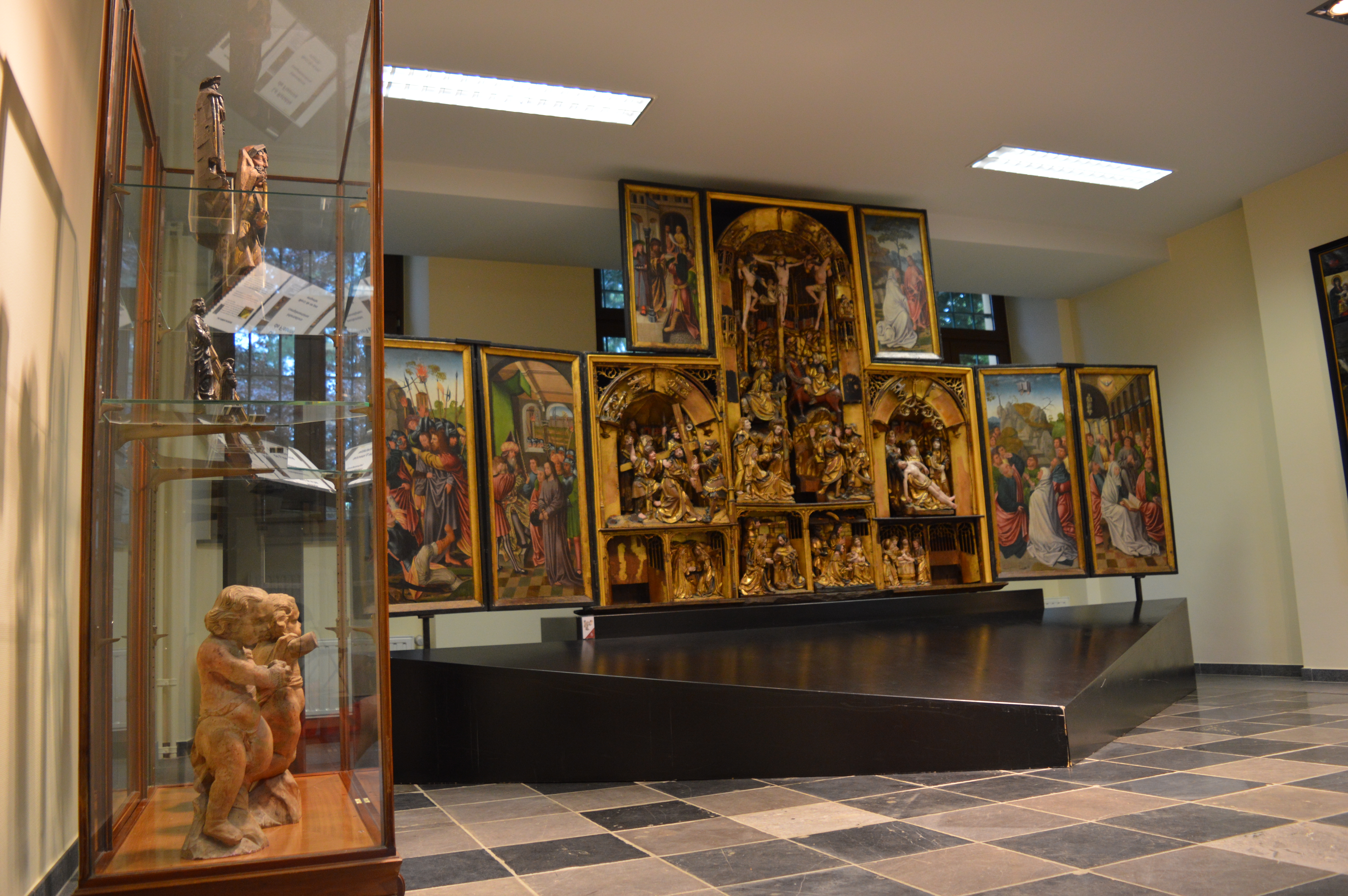
Le retable de Fisenne, 16e s.

Dès lors, à sa mort en 1950, c'est une immense collection comportant des photographies, des peintures, des gravures, des sculptures, du mobilier, des livres anciens... que Charles lègue à sa ville natale. À cela s'ajoutent les œuvres (bronzes et plâtres) de Jean Gaspar (1861‑1931), son frère sculpteur. Cet ensemble prestigieux constitue aujourd'hui le legs Gaspar, noyau de la collection permanente du musée.
À cela s'ajoutent d'autres collections d'art, glanées au fil des ans, parmi lesquelles le retable de Fisenne, joyau de l'art religieux issu des ateliers anversois du XVIe siècle et pièce maîtresse de la collection.
Le tout est niché dans une demeure entièrement restaurée en 2003, et consacrée, depuis son ouverture en 2004, à l'art et à l'histoire d'Arlon et de sa région. Le musée vit surtout au rythme d'expositions temporaires où l'art et l'histoire de la Grande Région sont présentés au public de manière ludique. 
Le musée, un des acteurs du Réseau Art & Mus (MSW), est un « musée enfants admis » et propose différentes activités aux jeunes visiteurs : guide du jeune visiteur, anniversaire au musée, ateliers en famille. Il s'inscrit également dans une démarche d'accessibilité aux publics différenciés. 

## Les collections
Outre le legs de Charles Gaspar, qui conserve des artistes comme James Ensor, Suzanne Valadon, Louis-Albert Carvin, Jef Lambeaux, Georges Lemmen, Nestor Outer, Camille Barthélemy, Marie Howet, Camille Lambert ainsi que des sculptures, gravures, photogravures et toiles anciennes, le musée possède des collections d’art religieux dont la pièce maîtresse est le retable de Fisenne (ca 1510), issu des ateliers anversois du XVIe siècle, visible dans la « salle religieuse » du musée.

## Les expositions temporaires
| 2004 | Jean Gaspar et Edouard Straus                                                                              |
| 2005 | Les quatre saisons de Jean-Baptiste Lambé                                                                  |
| 2006 | Traces juives au Pays d'Arlon                                                                              |
| 2006 | Paul Breyer (1905-1968)                                                                                    |
| 2007 | Eglises Saint-Martin d'Arlon                                                                               |
| 2008 | Maurice Mathias (1912-2006), La rage de peindre                                                            |
| 2007 | 150 ans de chemin de fer à Arlon                                                                           |
| 2008 | Le Musée insolite, curiosités des collections de l'Institut archéologique du Luxembourg                    |
| 2009 | Charles Gaspar (1871-1950), un héritage pour Arlon                                                         |
| 2010 | L'abbaye de Clairefontaine                                                                                 |
| 2010 | Mémoire de caractères, 180 ans d'imprimerie à Arlon                                                        |
| 2011 | Roger Greisch (1917-1999), Métamorphoses formelles et chromatiques                                         |
| 2011 | Le sacré dans tous ses états, du retable de Fisenne aux créations du 21e siècle                            |
| 2012 | Thesaurus, trésors du Musée Gaspar. 165 ans d'acquisitions par l'IAL                                       |
| 2012 | Tout un plat ! Faïences fines d'Attert, Arlon et environs                                                  |
| 2013 | Dr. Jean-Lucien Hollenfeltz (1898-1944), les différents visages du plus grand humaniste arlonais du 20e s. |
| 2014 | Marie Howet (1897-1984), pérégrinations d'une artiste luxembourgeoise et européenne                        |
| 2014 | Arlon 1914-1918. L'occupation du Sud-Luxembourg durant la première guerre mondiale                         |
| 2015 | Lucien Bidaine (1908-1996). Peintre arlonais, chantre de la nature                                         |
| 2016 | Les Capucins en Luxembourg (1616-1796)                                                                     |
| 2017 | Les 1001 techniques de la gravure, d'un don à l'autre                                                      |
| 2018 | Busleyden, Erasme & More : l'Homme au coeur de la Pensée                                                   |
| 2018 | Arlon chef-lieu de province, un destin entre les deux Luxembourg                                           |
| 2019 | Jean Gaspar (1861-1931), le génie animalier                                                                |
| 2019 | Chaque maison a son histoire                                                                               |
| 2020 | Ad maïorem dei gloriam ! Les Jésuites à Arlon (1855-2001)                                                  |
| 2020 | Pol Gavroy (1931-1995), l'art et la manière                                                                |
| 2021 | Une exposition peu commune, parcours dans les collections artistiques de la Ville d'Arlon                  |
| 2021 | Camille Lambert (1874-1964), peintre de la vertu, de la joie et de la volupté.                             |
| 2022 | Variations sur papier : Gaspar, Van Damme, Valadon                                                         |
| 2023 | Environs d'Arlon, vues de nos villages                                                                     |
| 2023 | Forêts ? Forêts ! Les musées du Luxembourg belge sortent du bois                                           |
| 2024 | Charles Gaspar (1871-1950), un portrait pictorialiste                                                      |

## Liste des conservateurs
2004-2012 : Valérie Peuckert, directrice - conservatrice
2012-2016 : David Colling, directeur - conservateur
2016-2022 : Valérie Peuckert, directrice et David Colling, conservateur,
2022- auj. : Valérie Peuckert, directrice - conservatrice